# Lieja Koeman
Lieja Koeman (Países Bajos, 10 de marzo de 1976) es una atleta neerlandesa, retirada, especializada en la prueba de lanzamiento de peso, en la que consiguió ser medallista de bronce europea en pista cubierta en 2002.

## Carrera deportiva
En el Campeonato Europeo de Atletismo en Pista Cubierta de 2002 ganó la medalla de bronce en el lanzamiento de peso, con una marca de 18.53 metros, tras la ucraniana Vita Pavlysh (oro con 19.76 metros) y la italiana Assunta Legnante (plata con 18.60 metros).